# Cándida Cristina López
Cándida Cristina López (Argentina) es una política argentina del Partido Unión por la Patria. Es Senadora de la Nación Argentina por la Provincia de Tierra del Fuego, Antártida e Islas del Atlántico Sur desde 2023.

## Biografía
El 15 de noviembre de 2023, mientras era concejal por Ushuaia, fue nombrada Senadora de la Nación Argentina por la Provincia de Tierra del Fuego, Antártida e Islas del Atlántico Sur en reemplazo del fallecido Matías Rodríguez, cargo que juró el 7 de diciembre.